# Jean Joseph Dehoy
Pour les articles homonymes, voir Dehoy.
Jean Joseph Dehoy, né à Bruxelles, le 9 mai 1819 et mort dans la même ville le 12 mars 1846, est un peintre et un graveur belge.
Son champ pictural couvre essentiellement la peinture d'histoire et les marines.
Il s'établit à Anvers afin d'étudier à l'Académie royale des beaux-arts sous la direction de Gustave Wappers. Au Salon de Bruxelles de 1845, il obtient une médaille de vermeil.

## Biographie

### Famille
Jean Joseph Dehoy, né rue de la Pierre plate no 915 à Bruxelles le 9 mai 1819, est le sixième des treize enfants de Michel Dehoy (1770-1838), messager du bureau des logements militaires de la Régence, puis coloriste, et de sa seconde épouse Anne Marie Dekerckheer (1790-1849), mariés à Bruxelles le 11 janvier 1809.

### Formation
En 1838, après la mort de son père, Jean Joseph Dehoy s'établit rue Rubens à Anvers afin d'étudier à l'Académie royale des beaux-arts sous la direction de Gustave Wappers. Le 7 avril 1839, il obtient le premier prix en composition d'histoire.

### Carrière
Pour la première fois, Jean Joseph Dehoy expose au Salon d'Anvers de 1843. Il obtient, grâce à Guillaume Vandevelden à l'étude, une médaille de vermeil au Salon de Bruxelles de 1845 et expose à deux reprises aux Pays-Bas en 1844. 
Célibataire, Jean Joseph Dehoy meurt, après une courte maladie, à l'âge de 26 ans, au domicile de sa mère, rue Vanderhaeghen no 14 à Bruxelles le 12 mars 1846. Ses funérailles ont lieu, cinq jours plus tard à l'Église Notre-Dame de la Chapelle à Bruxelles, suivies par son inhumation à Molenbeek-Saint-Jean,.

## Œuvre

### Caractéristiques
Son champ pictural couvre essentiellement les peintures d'histoire et les marines avec une perspective historique comme son Jean Bart, blessé au siège de Dunkerque, raconte à son fils les dangers de la carrière du marin daté de 1843. 
Lorsqu'il expose au Salon d'Anvers de 1843, la revue artistique belge La Renaissance s'exprime au sujet de La Mort de Claasens, épisode de la troisième guerre anglo-néerlandaise entre 1672 et 1674, que Jean Joseph Dehoy a envoyée. Le directeur de la revue estime l'œuvre d'excellente qualité, mais exécutée par un artiste encore inexpérimenté. Le coloris est trop gai pour la scène lugubre et solennelle représentée. La figure principale manque de noblesse. Une partie fort belle est celle des cadavres et des blessés jonchant le tillac du navire.
Au Salon de Bruxelles de 1845, le critique Victor Joly est élogieux au sujet de Guillaume Vandevelden à l'étude : « Voici au moins un sujet heureux, bien choisi et traité avec verve et intelligence. C'est là ce que nous demandons à l'école d'Anvers. La tête de Vandevelde et celle du matelot placé derrière lui sont parfaites de vérité ».
Membre de la Guilde de Saint-Luc, la corporation conserve de lui une eau-forte intitulée L'Avare, représentant un vieillard enveloppé d'un manteau à capuchon entouré de ses trésors, tandis qu'il lithographie lui-même La Mort de Claasens qu'il a peinte en 1843 et réalise le portrait du peintre Jean-Baptiste Van Moer, son ami d'enfance.

### Expositions

#### Belgique
- Salon d'Anvers de 1843 : La Mort de Claasens[8].
- Salon de Bruxelles de 1845 : Guillaume Vandevelden à l'étude (médaille de vermeil), acquis par Gilles-Lambert Godecharle[9].

#### Pays-Bas
- Exposition des maîtres vivants d'Amsterdam en 1844 : La Générosité de M. A. de Ruiter[10].
- Exposition des maîtres vivants de Rotterdam en 1844 : Un épisode de la vie de M. Adrien de Ruiter[10].